# ایستگاه راه‌آهن پالدیسکی
ایستگاه راه‌آهن پالدیسکی (استونیایی: Paldiski raudteejaam) یک ایستگاه قطار در شهر  پالدیسکی، استونی است. این ایستگاه که در سال ۱۸۷۰ میلادی تاسیس شده در کنار دریای بالتیک واقع شده‌است به صورت راه‌آهن برقی به شهر تالین سرویس‌دهی دارد.

## نگارخانه

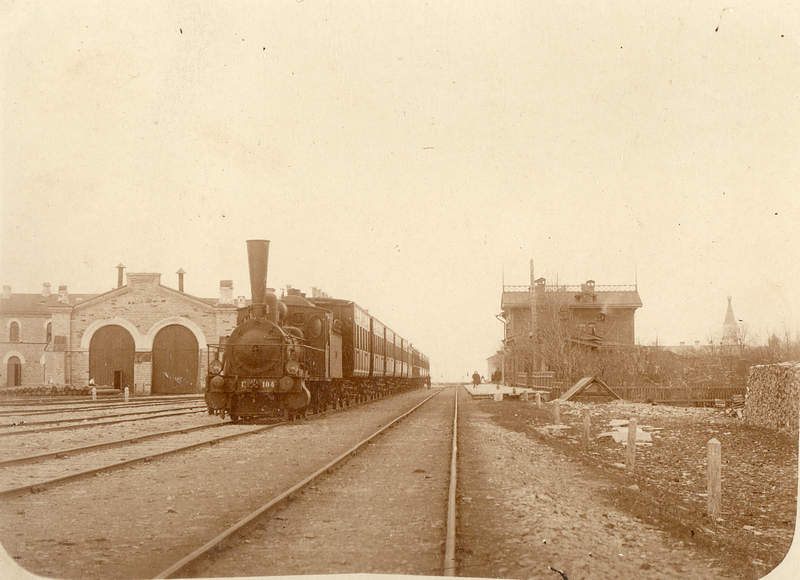
۱۹۱۹
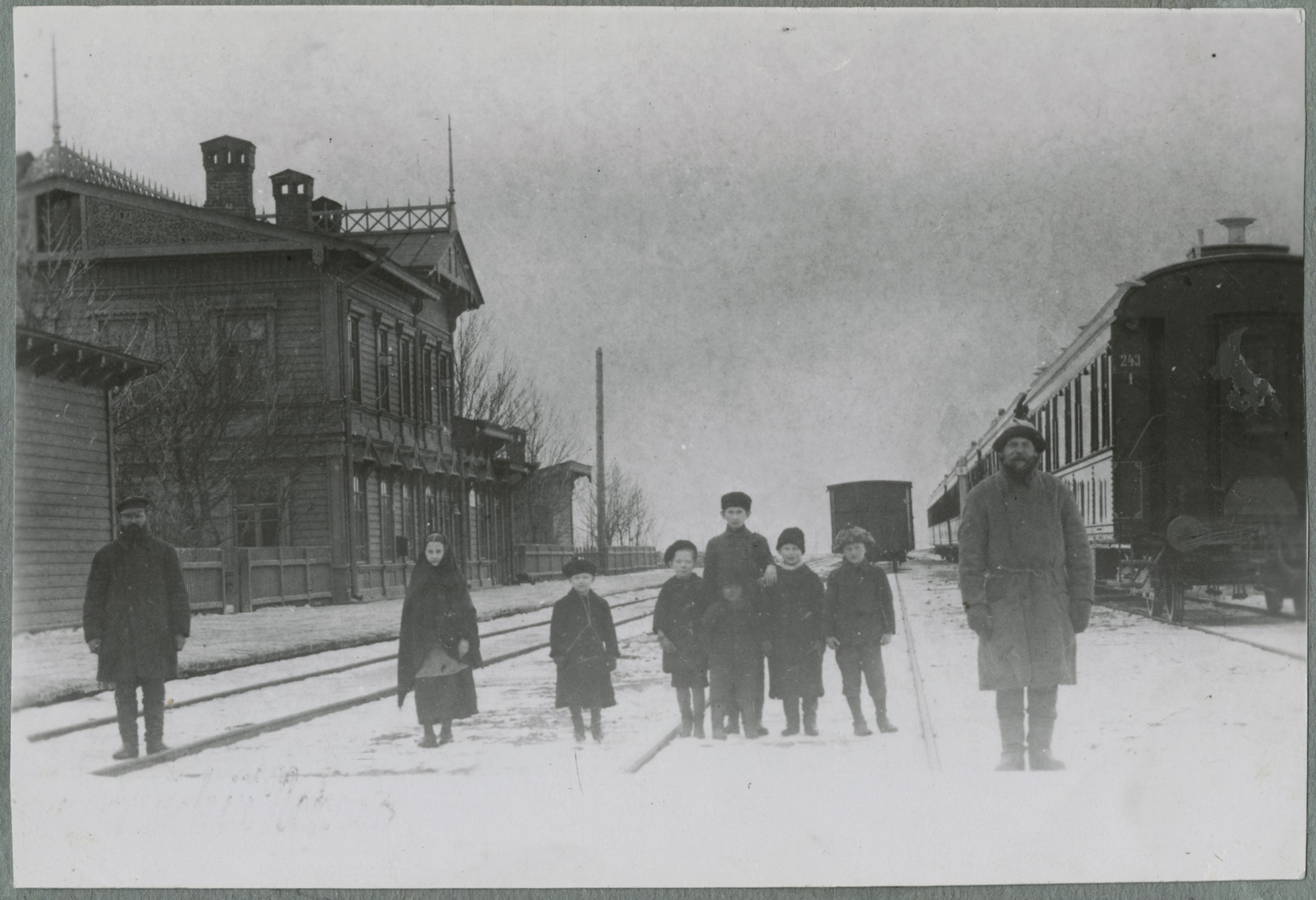
۱۹۲۰
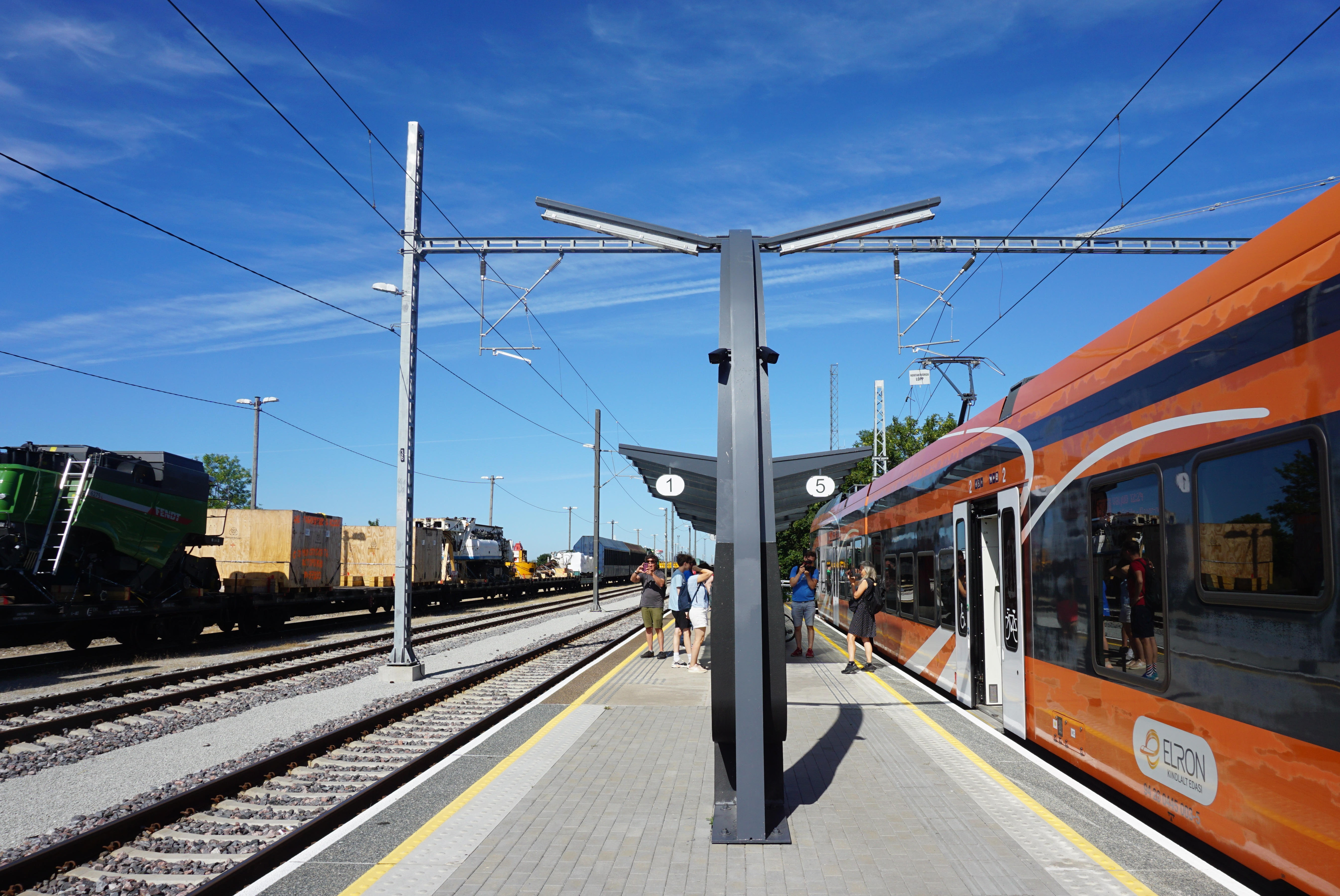
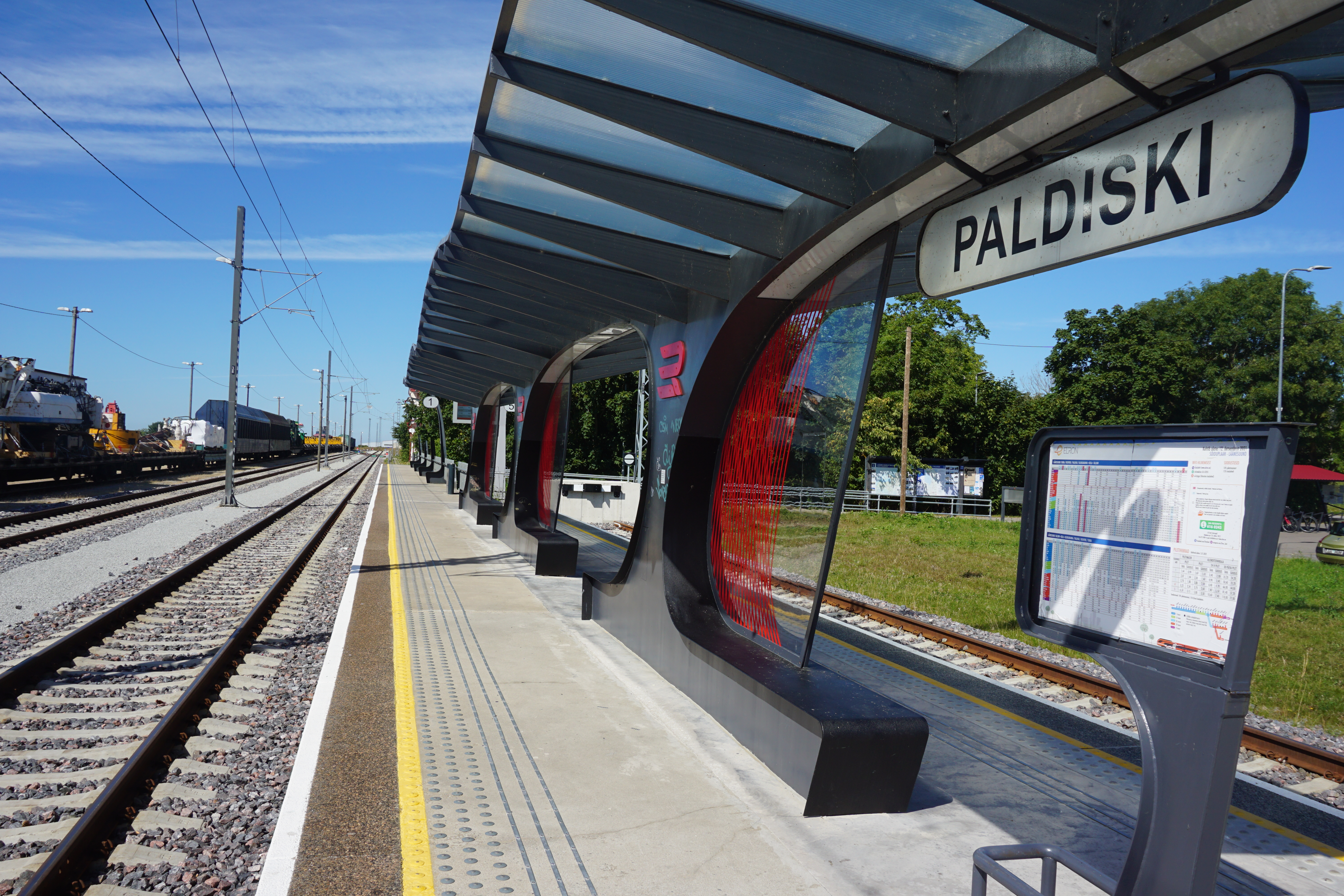
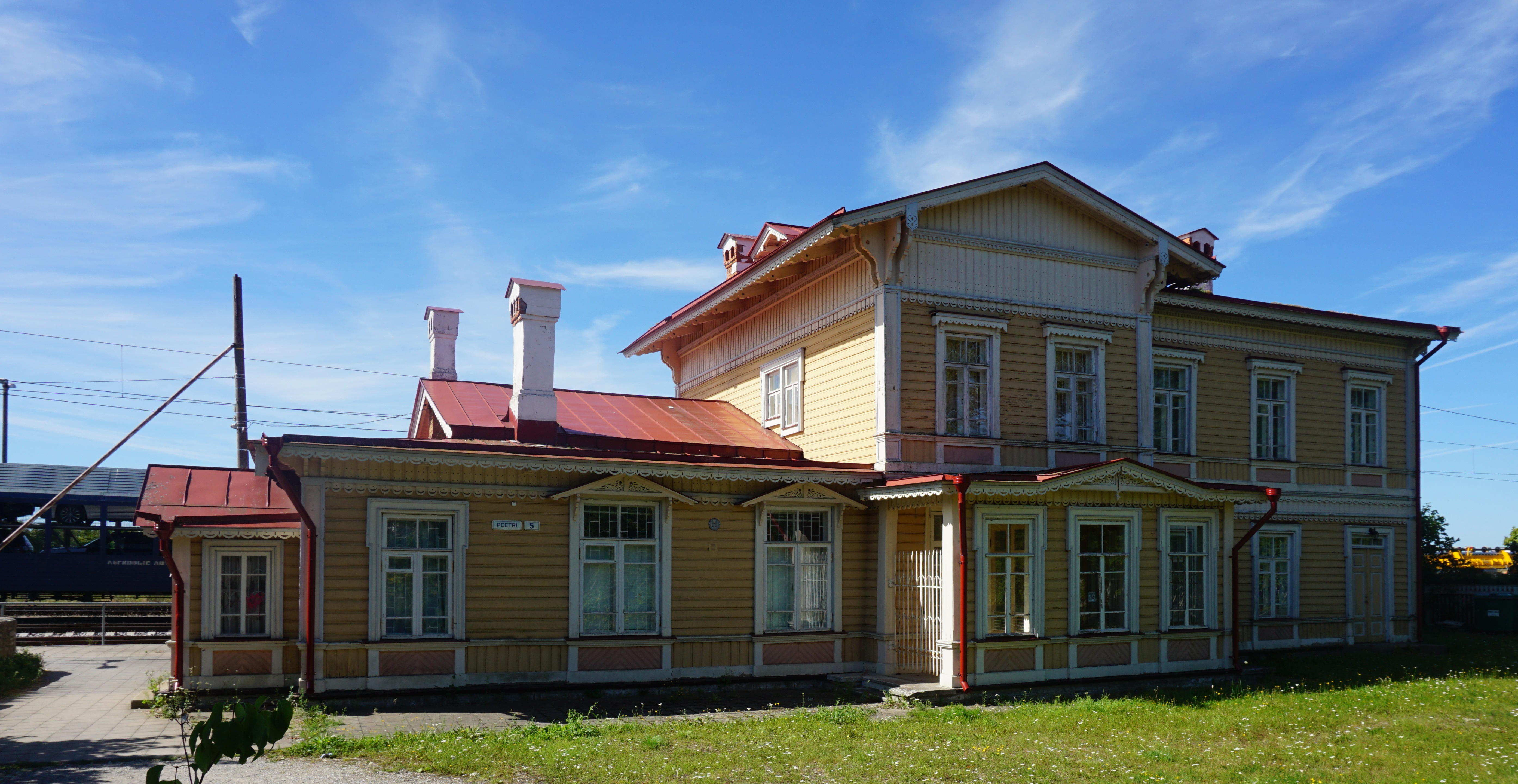